# Zoubaier Essaies
 (février 2021).
Si vous disposez d'ouvrages ou d'articles de référence ou si vous connaissez des sites web de qualité traitant du thème abordé ici, merci de compléter l'article en donnant les références utiles à sa vérifiabilité et en les liant à la section « Notes et références ».
Zoubaier Essaies, Zoubeïr Essaies ou Zoubayer Essaiess, né le 12 juillet 1993, est un handballeur tunisien.
En 2011, il termine avec la Tunisie à la troisième place du championnat du monde cadet.
En 2019, il dispute la finale de la coupe de Tunisie sous les couleurs du Club sportif de Sakiet Ezzit.
En 2020, il revient au Club africain après un passage au Mudhar Club (en).

## Palmarès
- Vainqueur de la coupe de Tunisie : 2011
- Médaille de bronze à la Ligue des champions d'Afrique 2013 ( Maroc)